# Conops grahami
Conops grahami är en tvåvingeart som beskrevs av Camras 1960. Conops grahami ingår i släktet Conops och familjen stekelflugor. Inga underarter finns listade i Catalogue of Life.